# Karnotaur
Karnotaur (Carnotaurus) – rodzaj dinozaura, dużego teropoda z rodziny abelizaurów żyjącego w Ameryce Południowej w epoce kredy późnej, 72–69,9 miliona lat temu. Wyróżnia się pojedynczy gatunek Carnotaurus sastrei (takson monotypowy). Znany z pojedynczego dobrze zachowanego szkieletu, należy do najlepiej poznanych teropodów półkuli południowej. Szkielet ten znaleziono w 1984 r., w argentyńskiej prowincji Chubut w skałach formacji La Colonia. Jego nazwa pochodzi od łacińskich słów carno [carnis] („mięso”) i taurus („byk”), wobec czego Carnotaurus znaczy „mięsożerny byk”. Był on zaawansowanym ewolucyjnie członkiem rodziny abelizaurów, grupy dużych teropodów zajmujących nisze wielkich drapieżników na południowych kontynentach Gondwany w późnej kredzie. Jego relacje filogenetyczne pozostają niepewne, może być bliżej spokrewniony z mażungazaurem i aukazaurem.
Carnotaurus był lekkiej budowy dwunożnym drapieżnikiem mierzącym 8–10 m długości i ważącym przynajmniej 1,35 tony. Jako teropod był wysoce wyspecjalizowany, wyróżniał się spośród tej grupy. Nad oczami miał grube rogi. Cechy tej nie obserwowano u innych dinozaurów mięsożernych. Głęboka czaszka opierała się na muskularnej szyi. Carnotaurus charakteryzował się małymi, szczątkowymi kończynami górnymi oraz długimi i smukłymi dolnymi. Szkielet zachował się wraz z rozległymi odciskami skóry, ukazującymi mozaikę małych, niezachodzących na siebie łusek mierzących średnio 5 mm w przekroju. Mozaikę przerywają duże guzy leżące po bokach zwierzęcia. Nie ma śladów istnienia piór.
Zwracające uwagę rogi i muskularna szyja mogły służyć walkom wewnątrzgatunkowym. Zgodnie z niezależnymi badaniami rywalizujące osobniki ścierały się ze sobą dzięki szybkim uderzeniom głów, wolnym pchnięciom górną stroną czaszki lub przez zderzanie się głowami, przy czym rogi absorbowałyby energię wstrząsu. Zwyczaje żywieniowe karnotaura pozostają niejasne. Pewne badania sugerują, że zwierzę potrafiło upolować bardzo dużą zdobycz, jak zauropody. Inne podają, że polował na względnie małe zwierzęta. Carnotaurus dobrze zaadaptował się do biegu i być może należał do najszybszych wielkich teropodów.

## Budowa

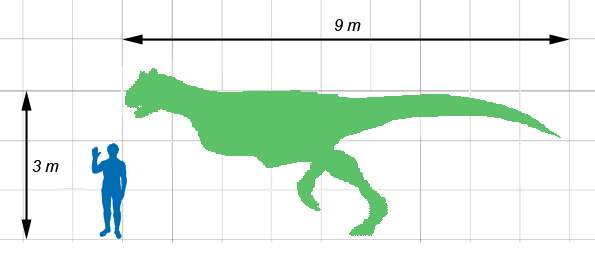
Porównanie wielkości karnotaura i człowieka

Carnotaurus był dużym, ale lekko zbudowanym drapieżnikiem . Długość ciała (mierzona od głowy do ogona) jedynego znanego okazu zawierała się w przedziale 8–9 m, co czyniło go jednym z największych abelizaurydów. Tylko ekryksinatozaur i być może abelizaur mogły osiągać podobne lub większe rozmiary, jednak niekompletne szczątki tych rodzajów czynią szacunki nieprecyzyjnymi. Masę ciała karnotaura szacuje się wedle różnych badań, używających różnych metod, na 1350 kg, 1500 kg lub nawet 2100 kg. Karnotaur był wysoce wyspecjalizowanym teropodem, co widać szczególnie po przeanalizowaniu jego czaszki, kręgów i kończyn. Miednica i kończyny dolne, dość konserwatywnej budowy, przypominają należące do bardziej bazalnego ceratozaura. Miednica i kości kończyny dolnej były długie i wysmukłe. Lewa kość udowa zbadanego okazu osiągała 103 cm długości, wykazując średnią średnicę tylko 11 cm.

### Czaszka

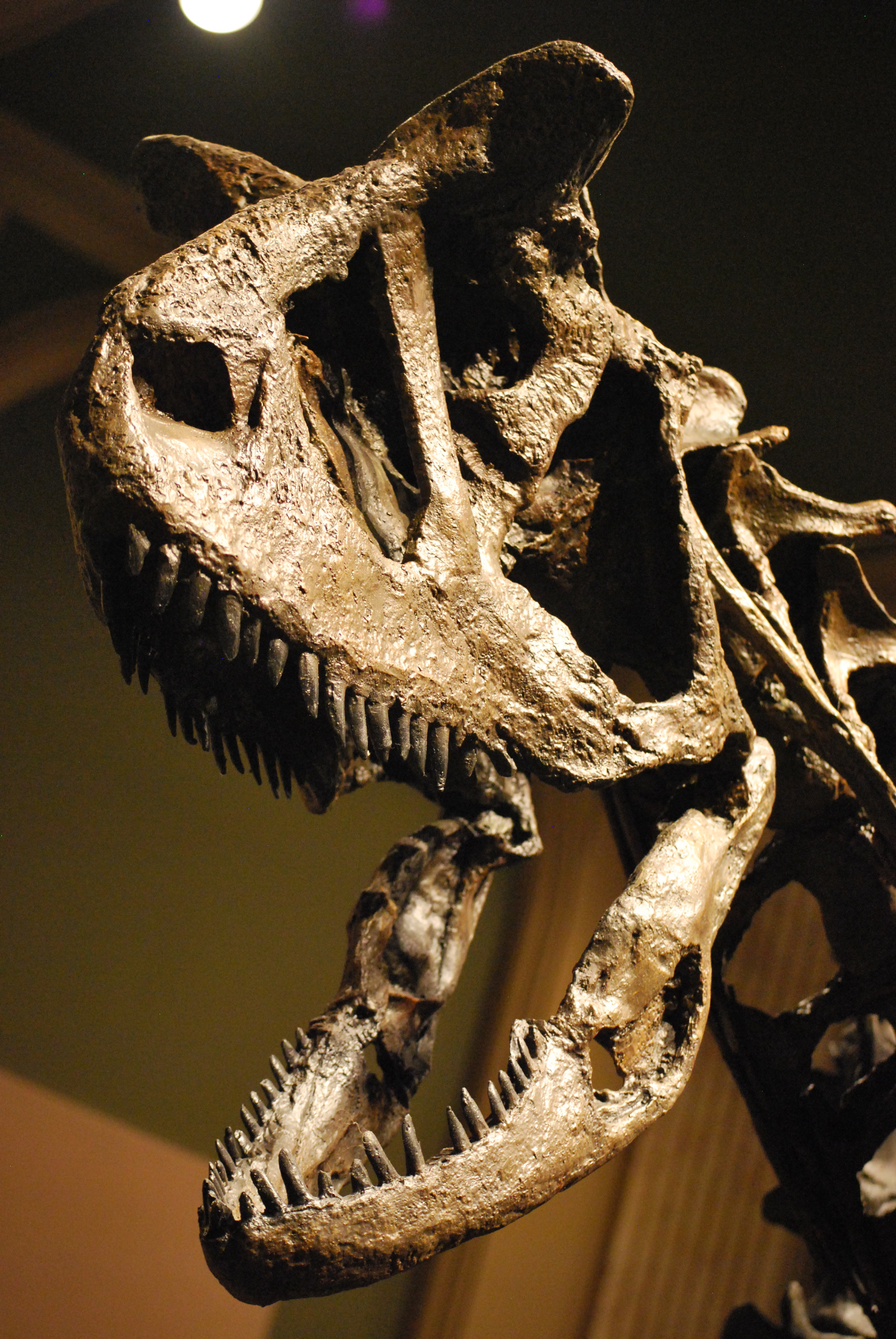
Odlew czaszki, Dinosaur Discovery Museum, Kenosha, Wisconsin

Czaszka badanego okazu ma 59,6 cm długości, jest proporcjonalnie krótsza i głębsza, niż u jakiegokolwiek innego wielkiego teropoda. Pysk był szeroki, a nie zaostrzony, jak u bardziej bazalnych teropodów, np. u ceratozaura. Szczęka i żuchwa kierowały się do góry . Jak u innych abelizaurów, twarzoczaszka, zwłaszcza kość nosowa, miały liczne małe otworki i kolce. Za życia pokrywała je pomarszczona i być może skeratynizowana skóra. Wydatna para rogów sterczała skośnie nad oczami. Tworzyły je kości czołowe. Rogi te były grube, spłaszczone od góry, mierzyły 15 cm długości . Za życia stanowiły prawdopodobnie kostny szkielet o wiele dłuższych rogów z keratyny. Proporcjonalnie małe oczy  leżały w górnej części oczodołów, których górna część była nieznacznie zrotowana w kierunku przednim, prawdopodobnie pozwalając na pewien zakres widzenia stereoskopowego.
W przeciwieństwie do odnotowywanych u innych abelizurydów bardzo krótkich zębów  zęby karnotaura były długie i smukłe . Po każdej stronie szczęki znajdowały się 4 zęby przedszczękowe i 12 zębów szczękowych, a po każdej stronie żuchwy karnotaur miał po 15 zębów zębowych. Płytka, lekko zbudowana żuchwa kontrastowała z potężnie wyglądającą czaszką. Kość zębowa łączyła się z tylnymi kośćmi żuchwy tylko w dwóch punktach . Żuchwę znaleziono wraz z kośćmi gnykowymi, w ułożeniu, w jakim znajdowały się one za życia zwierzęcia. Te smukłe kości, wspierające mięśnie języka i kilka innych mięśni, u dinozaurów nie łączą się z innymi kośćmi. Z tego powodu mogą oddzielić się od reszty badanego fragmentu szkieletu i w efekcie zostać pominięte lub nie zauważone przez badaczy .Jego czaszka ukazuje się być kinetyczna.

### Kręgi

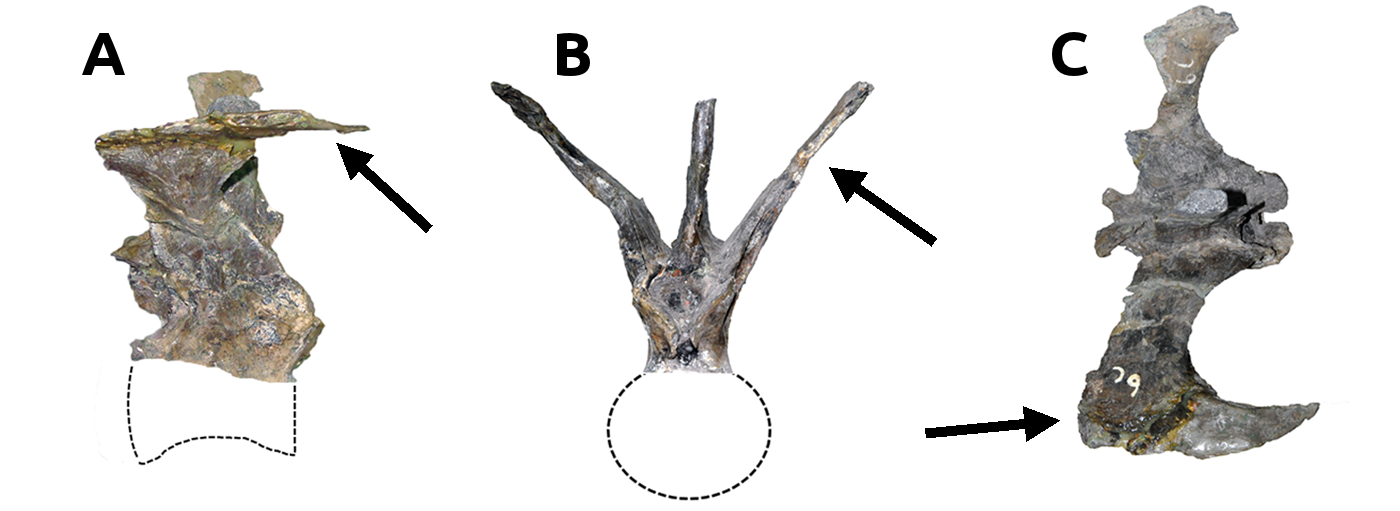
6. kręg ogonowy holotypu A) z boku B) z przodu i C) z góry. Strzałkami zaznaczono wysoce zmodyfikowne żebra ogonowe

Kręgosłup składał się z 10 kręgów szyjnych, 12 grzbietowych, 6 zrośniętych krzyżowych i nieznanej liczby kręgów ogonowych . Szyja była prawie prosta i nie zawijała się esowato, jak u innych teropodów. Wyróżniała się też niezwykłą szerokością, zwłaszcza u podstawy . Na szczycie kręgosłupa szyjnego widniał podwójny rząd powiększonych, skierowanych do góry wyrostków zwanych epipophyses, spłaszczających szyję w górnej części. Wyrostki te stanowiły najwyższe punkty kręgów, wystając powyżej niezwykle krótkich wyrostków kolczystych  . Epipophyses prawdopodobnie zapewniały miejsca przyczepu silnych mięśni szyi. Podobny podwójny rząd widniał również w obrębie ogona, zbudowany przez wysoce przekształcone żebra ogonowe tworzące kształt litery V, spłaszczające górną część ogona. Koniec każdego żebra szyjnego zaopatrzony był w rozciągający się ku przodowi wyrostek łączący się z żebrem szyjnym poprzedniego kręgu  .

### Kończyny górne

Kości ręki wedle Ruiza i współpracowników (2011)

Kończyny górne są proporcjonalnie krótsze, niż u jakiegokolwiek innego dużego mięsożernego dinozaura, nawet tyranozaura. Przedramię jest wielkości jedynie ćwierci rozmiarów ramienia. Nie występują kości nadgarstka, wobec czego kości śródręcza łączą się stawowo bezpośrednio z kośćmi przedramienia . Kończyna górna jest zakończona 4 palcami , jednak tylko dwa środkowe utworzone są z paliczków, podczas gdy czwarty składa się z pojedynczej szynowatej kości śródręcza, która mogła tworzyć zewnętrzną ostrogę. Palce były trwale ze sobą połączone, nie mogły się ruszać względem siebie. Być może brakowało im pazurów . Carnotaurus różnił się od pozostałych abelizaurydów proporcjonalnie krótszymi, ale solidniej zbudowanymi przednimi kończynami oraz obecnością czwartej, szynowatej kości śródręcza – największej kości jego ręki . Badanie z 2009 r. sugeruje, że ręce abelizaurów były narządami szczątkowymi, ponieważ zaopatrujące je nerwy były zredukowane w takim stopniu, jak u dzisiejszych emu czy kiwi, także posiadających szczątkowe kończyny górne .

### Skóra

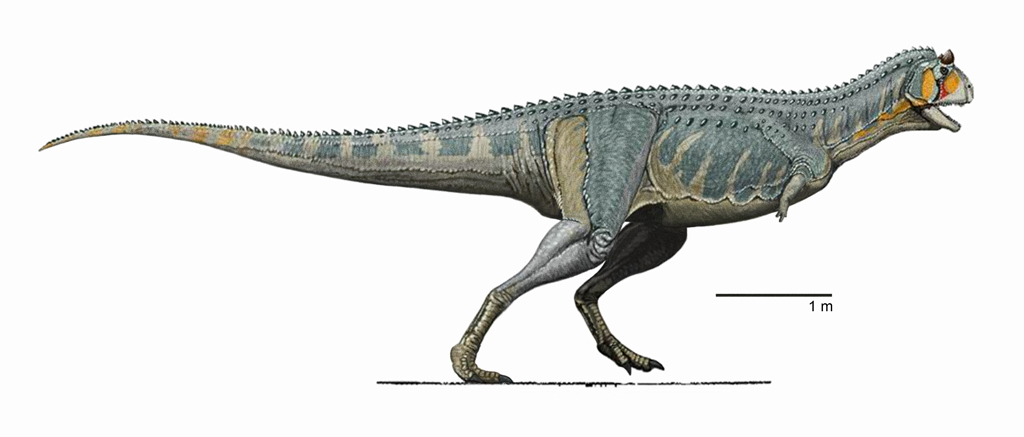
Wizja artysty

Carnotaurus był pierwszym dużym teropodem, którego obszerne odciski skóry poznano naukowo . Odciski te, znalezione pod prawą stroną szkieletu, pochodziły z różnych części ciała, w tym z żuchwy  , przedniej części szyi, obręczy ramiennej i klatki piersiowej. Największy z fragmentów pochodzi z przedniej części ogona. Pierwotnie prawy bok czaszki znaleziska także pokrywały duże płaty skóry – nie dostrzeżono tego jednak podczas preparowania czaszki i zniszczono je. Jednak tekstura większości prawej strony czaszki jest zupełnie inna, niż lewej strony, i prawdopodobnie ukazuje pewne cechy wzoru ułożenia łusek głowy .
Skórę budowała mozaika wielokątnych, niezachodzących na siebie łusek mierzących w przybliżeniu 5 mm średnicy. Przebiegały weń cienkie, równoległe rowki. Układ łusek był podobny w różnych częściach ciała z wyjątkiem głowy, gdzie układ ten był w widoczny sposób inny, nieregularny . Nie ma dowodów na obecność piór . Co jest unikalne dla teropodów, duże gałkowate guzki biegły wzdłuż boków szyi, grzbietu i ogona w nieregularnych rzędach. Każdy z guzów miał niewielki grzbiet i mierzył 4–5 cm średnicy. Pomiędzy jednym a drugim leżał odstęp 8–10 cm. Większe guzki leżały bliżej grzbietu zwierzęcia. Twory te prawdopodobnie powstały z zagęszczonych, skupionych razem łusek, podobnie jak miękka kryza biegnąca wzdłuż płaszczyzny pośrodkowej hadrozaurydów . Stephen Czerkas (1997) zasugerował, że struktury te mogły ochraniać boki zwierzęcia podczas walk wewnątrzgatunkowych i przed innymi teropodami. Zauważył podobne struktury u współczesnych legwanów, u których zapewniają pewną ograniczoną ochronę podczas starć .

## Klasyfikacja
Carnotaurus należy do najlepiej poznanych rodzajów abelizaurydów, rodziny wielkich teropodów o zasięgu występowania ograniczonym do dawnego południowego superkontynentu Gondwany. Abelizaury były dominującymi drapieżnikami na Gondwanie w kredzie późnej. Zastąpiły karcharodontozaury, zajmując niszę ekologiczną zajmowaną na kontynentach północnych przez tyranozaury . Rozwinęły one takie godne wspomnienia cechy, jak skrócenie czaszki i ręki, jak też pewne osobliwości kręgów szyjnych i ogonowych – cechy te były u karnotaura wyrażone silniej, niż u jakiegokolwiek innego abelizauryda .
Choć relacje pokrewieństwa pomiędzy abelizaurydami wciąż podlegają debacie, analizy kladystyczne uznają karnotaura zgodnie za jednego z najbardziej zaawansowanych ewolucyjnie członków rodziny. Wedle różnych badań jego najbliższym krewnym może być aukazaur    lub mażungazaur   . Ta niepewność rodzi się głównie z powodu niekompletności szczątków czaszki aukazaura. Inny, bardziej współczesny pogląd sugeruje, że Carnotaurus nie był tak blisko spokrewniony ani z aukazaurem, ani mażungazaurem, zamiast nich jako jego takson siostrzany karnotaura proponuje się ilokelezję.
Carnotaurus jest eponimem dwóch podgrup abelizaurydów: Carnotaurinae i Carnotaurini. Nie wszyscy paleontolodzy je akceptują. Carnotaurinae zdefiniowano jako klad obejmujący zaawansowane abelizaurydy bez abelizaura, uznawanego za bazalnego członka grupy w większości badań . Jednak w 2008 r. ukazał się przegląd sugerujący, że abelizaur był zaawansowanym abelizaurydem. Carnotaurini zaproponowano jako klad tworzony przez karnotaura i aukazaura ; grupę tę wyróżniają jednak tylko paleontolodzy uznający aukazaura za najbliższego krewnego karnotaura .

## Odkrycie

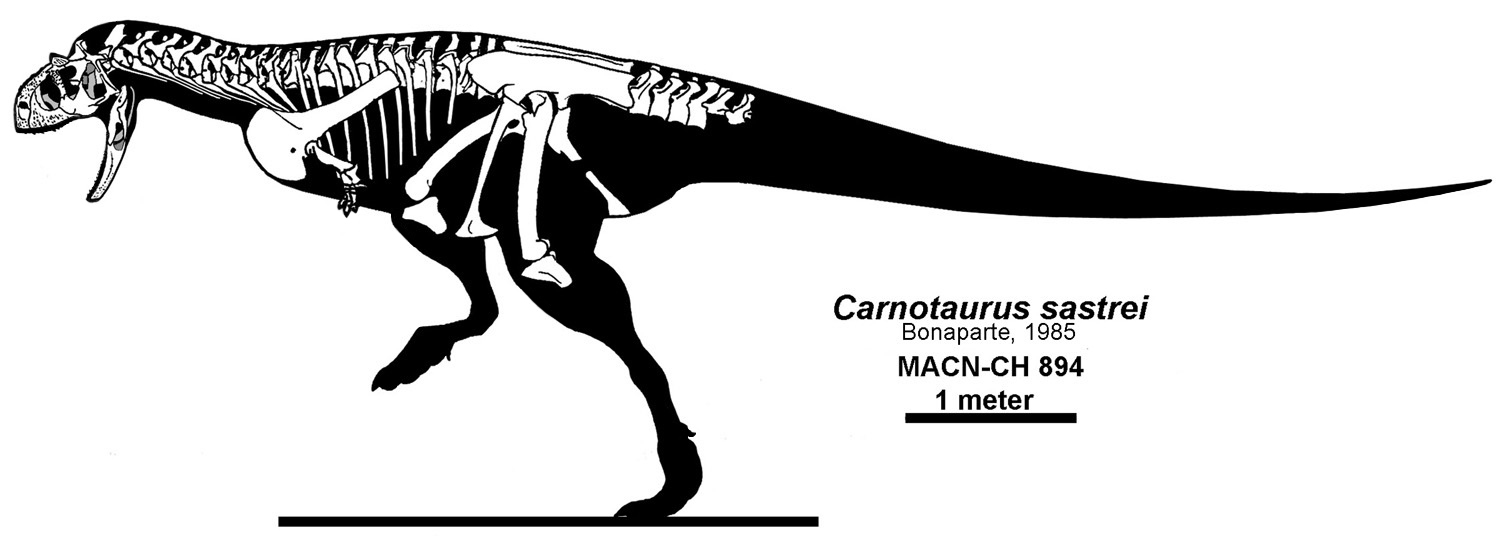
Poznany materiał Carnotaurus

Jedyny znany szkielet (holotyp MACN-CH 894) został odkopany w 1984 r. podczas ekspedycji argentyńskiego paleontologa José Bonaparte, podczas której odkryto również kolczastego zauropoda amargazaura . Była to ósma wyprawa w obrębie projektu „Jurassic and Cretaceous Terrestrial Vertebrates of South America”, rozpoczętego w 1976 r., który sponsorowało National Geographic Society . Szkielet był dobrze zachowany, kości łączyły się z sobą stawowo. Tylko dystalne dwie trzecie ogona, większość kończyny dolnej i stopa zostały zniszczone w procesie wietrzenia . Podczas fosylizacji czaszka, a zwłaszcza pysk zostały zmiażdżone bocznie, natomiast kość przedszczękowa została wypchnięta do góry na kości nosowe. W efekcie górna krzywizna szczęki została nienaturalnie zwiększona. Szkielet należał do osobnika dorosłego, na co wskazują zarośnięte szwy mózgoczaszki . Znaleziono go leżącego na prawym boku, w pozycji charakterystycznej dla zwłok – z szyją wygiętą w tył, nad tułów . Co rzadkie, zachowały się liczne odciski skóry. W związku z dużym znaczeniem ich odkrycia rozpoczęto kolejną wyprawę w celu ponownego zbadania miejsca znalezienia szczątków. Doprowadziło to do znalezienia kilku kolejnych odcisków skóry .
Szkielet zebrano na farmie nazwanej „Pocho Sastre” przy Bajada Moreno w departamencie Telsen prowincji Chubut w Argentynie . Ponieważ został uwięziony w dużej konkrecji hematytu (bardzo twardy rodzaj skały), preparowanie było skomplikowane, posuwało się powoli  . W 1985 r. Bonaparte opisał Carnotaurus sastrei, tworząc nowy rodzaj i nowy gatunek oraz krótko scharakteryzował czaszkę i żuchwę . Nazwa rodzajowa pochodząc od łacińskich słów carno [carnis] – „mięso” – i taurus – „byk” – odnosi się do byczych rogów zwierzęcia . Natomiast epitet gatunkowy sastrei honoruje Angela Sastre'a, właściciela rancza, na którym znaleziono szkielet . Wyczerpujący opis całego szkieletu ukazał się w 1990 r . Po abelizaurze karnotur był drugim odkrytym członkiem rodziny abelizaurydów . Przez lata był też najlepiej poznanym członkiem tej rodziny, a także najlepiej poznanym teropodem półkuli południowej  . Dopiero w XXI wieku opisano podobnie dobrze zachowane szczątki abelizaurydów, w tym aukazaura, mażungazaura i skorpiowenatora. Pozwoliło to naukowcom ponownie ocenić pewne aspekty anatomii karnotaura. Holotypowy szkielet wystawia Museo Argentino de Ciencias Naturales Bernardino Rivadavia. Kopie można oglądać również w innych muzeach . Rzeźbiarze Stephen i Sylvia Czerkas wykonali naturalnej wielkości rzeźbę karnotaura, którą wystawia obecnie Natural History Museum of Los Angeles County. Muzeum zamówiło ją w połowie lat osiemdziesiątych XX wieku. Stanowi ona prawdopodobnie pierwszą rekonstrukcję teropoda przedstawiającą dokładnie jego skórę  .

## Paleoekologia

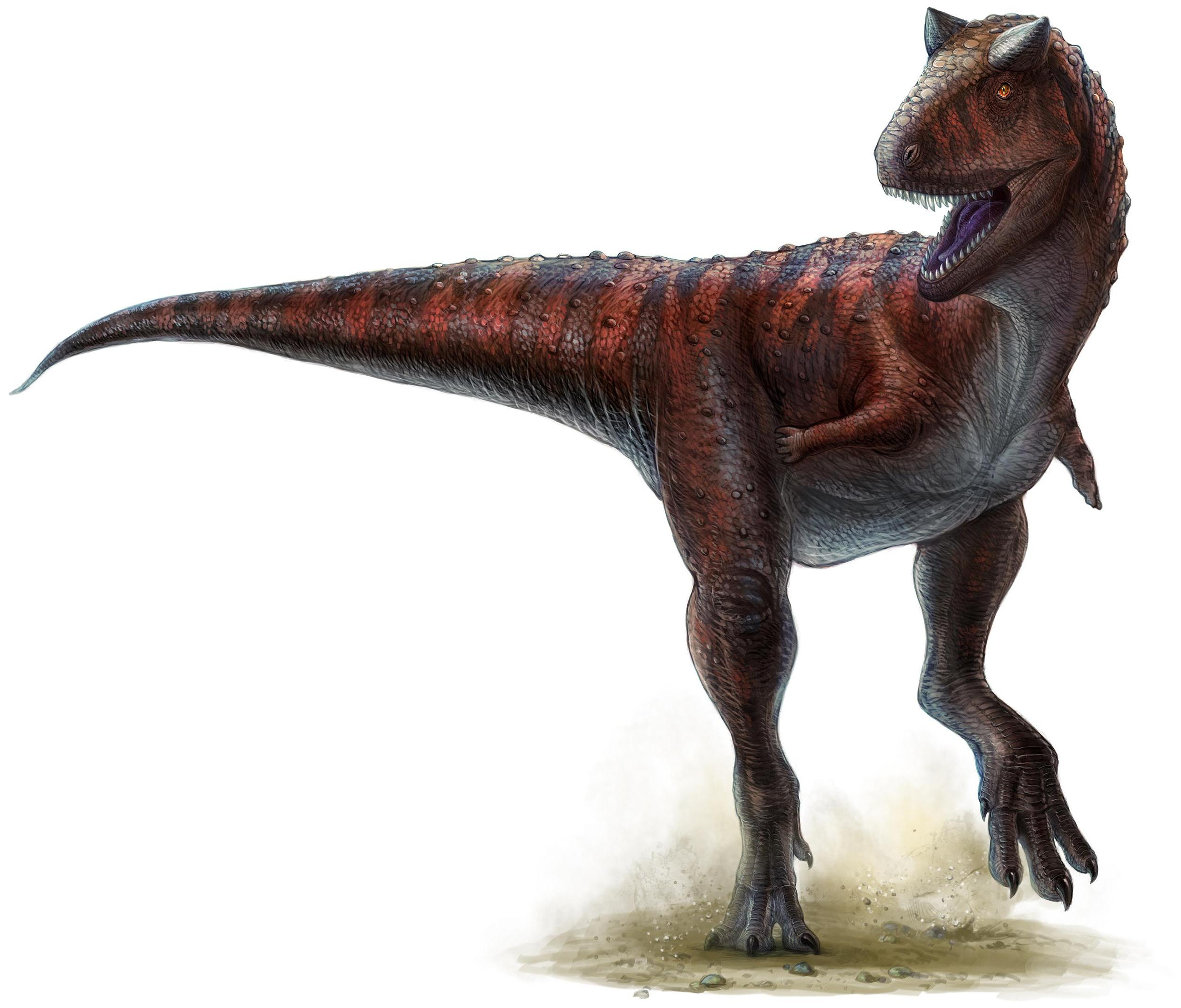
Rekonstrukcja karnotaura podczas sprintu

Pierwotnie skały, wśród których znaleziono karnotaura, przypisywano górnej części formacji Cerro Barcino, której wiek szacowano na około 100 milionów lat (alb lub cenoman). Później zorientowano się, że należą do znacznie młodszej formacji La Colonia , datowanej na 72–69,9 miliona lat (wczesny mastrycht). Czyni to karnotaura najpóźniejszym południowoamerykańskim abelizaurydem . Do kredy późnej Ameryka Południowa zdążyła się już odizolować od Afryki, jak i od Ameryki Północnej .
Formacja La Colonia leży na południowym stoku North Patagonian Massif . Większość skamielin kręgowców, w tym też Carnotaurus, pochodzi ze środkowej części formacji, zwanej middle facies association . Część ta prawdopodobnie reprezentuje osady środowiska tworzonego przez estuaria, tereny zalewowe i równiny przybrzeżne . Klimat obejmował pory suche i deszczowe . Najpopularniejszymi kręgowcami były ryby Ceratodontidae, żółwie, krokodyle, plezjozaury, dinozaury, jaszczurki, węże i ssaki . Niektóre ze znalezionych węży należały do rodzin dusicieli i Madtsoidae, jak Alamitophis argentinus . Żółwie reprezentuje przynajmniej 5 taksonów: 4 Chelidae (Pleurodira) i 1 przedstawiciel Meiolaniidae (Cryptodira) . Wśród gadów morskich występuje plezjozaur Sulcusuchus erraini z rodziny Polycotylidae . Ssaki reprezentuje Reigitherium bunodontum, uznawany za pierwszy znaleziony ślad po południowoamerykańskich dokodontach , i Argentodites coloniensis – prawdopodobnie wieloguzkowiec . W 2011 r. ogłoszono odkrycie w tej formacji nowego ptaka z grupy Enantiornithes .

## Paleobiologia

### Rogi

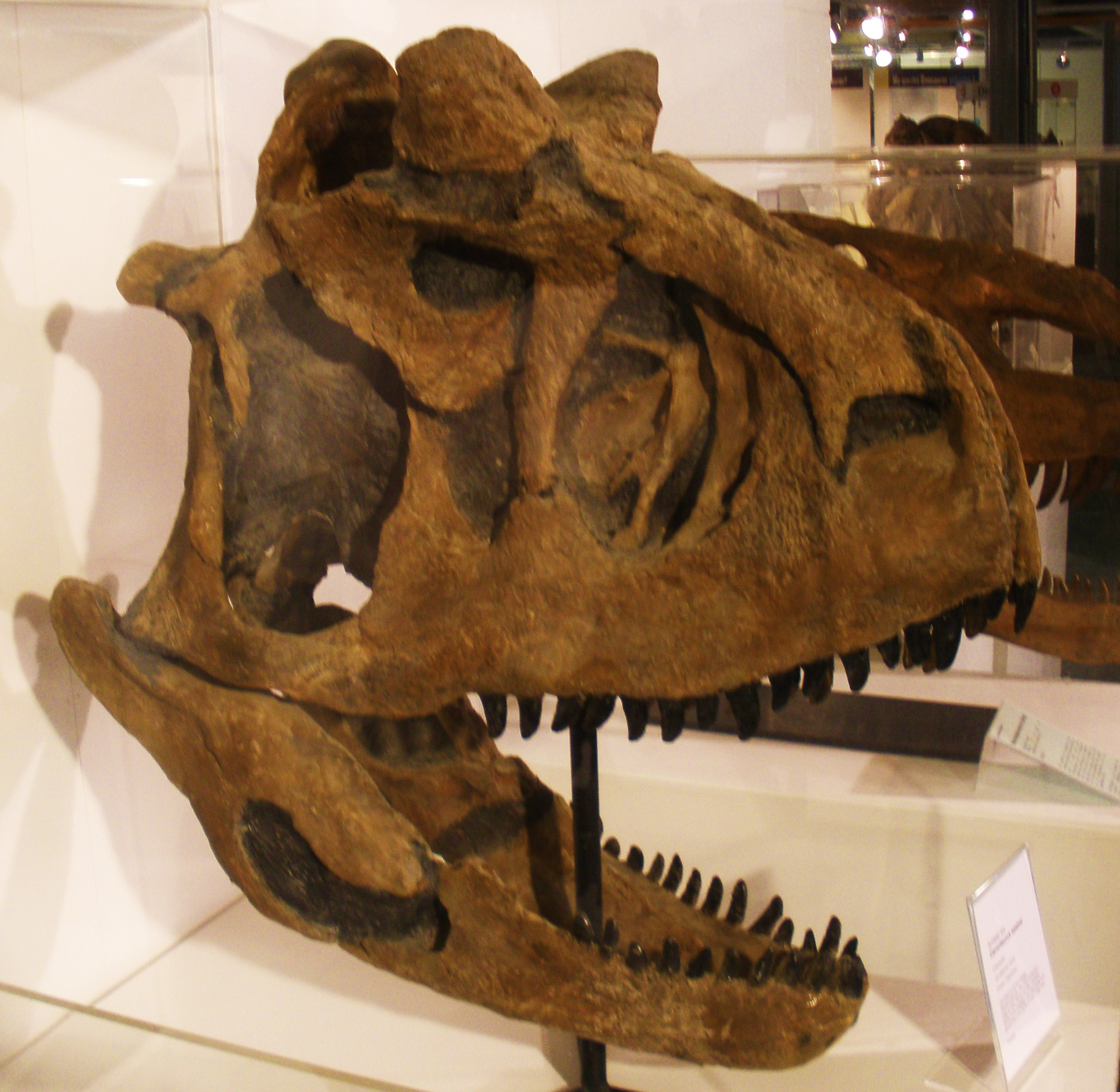
Odlew czaszki widziany z boku

Carnotaurus to jedyne znane dwunożne mięsożerne zwierzę o parze rogów na kości czołowej . Ich funkcja nie została całkowicie wyjaśniona. Zaproponowano tu szereg hipotez traktujących o walkach wewnątrzgatunkowych, pokazach bądź zabijaniu zdobyczy.
Greg Paul (1988) zaproponował, że rogi służyły jako broń, a niewielkie oczodoły minimalizowały możliwość zranienia oka podczas walki . Gerardo Mazzetta i współpracownicy (1998) zasugerowali, że karnotaur używał swych rogów podobnie jak barany. Wyliczyli, że umięśnienie szyi było wystarczająco silne, by pochłonąć energię dwóch zderzających się frontalnie osobników, z których każdy rozwijał prędkość 5,7 m/s . Fernando Novas (2009) zinterpretował kilka cech czaszki jako adaptacje do uderzania głową. Zasugerował on, że krótkość czaszki przyśpieszała ruchy głową, zmniejszając moment bezwładności, podczas gdy muskularna szyja pozwalała na silne uderzenia głową. Badacze zwrócili też uwagę na zwiększoną sztywność i wytrzymałość kręgosłupa, które wyewoluowały, wytrzymując wstrząsy przenoszone przez głowę i szyję.
Inne badania sugerują, że rywalizujące ze sobą karnotaury nie praktykowały szybkich uderzeń głową, ale wolno przepychały się ze sobą górnymi bocznymi powierzchniami czaszek  . W takim razie rogi służyły do dystrybucji sił ściskających bez uszkodzenia mózgu . Potwierdzają to spłaszczone górne boczne powierzchnie rogów, silnie połączone kości sklepienia czaszki i niezdolność czaszki do przetrwania szybkich uderzeń głową .
Gerardo Mazzetta i współpracownicy (1998) zaproponowali, że rogi mogły również służyć do ranienia bądź zabijania niewielkiej zdobyczy. Ich części kostne są tępe, jednak rogi mogły cechować się budową podobną do spotykanej u współczesnych krętorogich, jeśli występowała keratynowa pochewka. Jednak byłby to jedyny odnotowany przykład używania rogów do polowań wśród zwierząt 

### Pożywienie

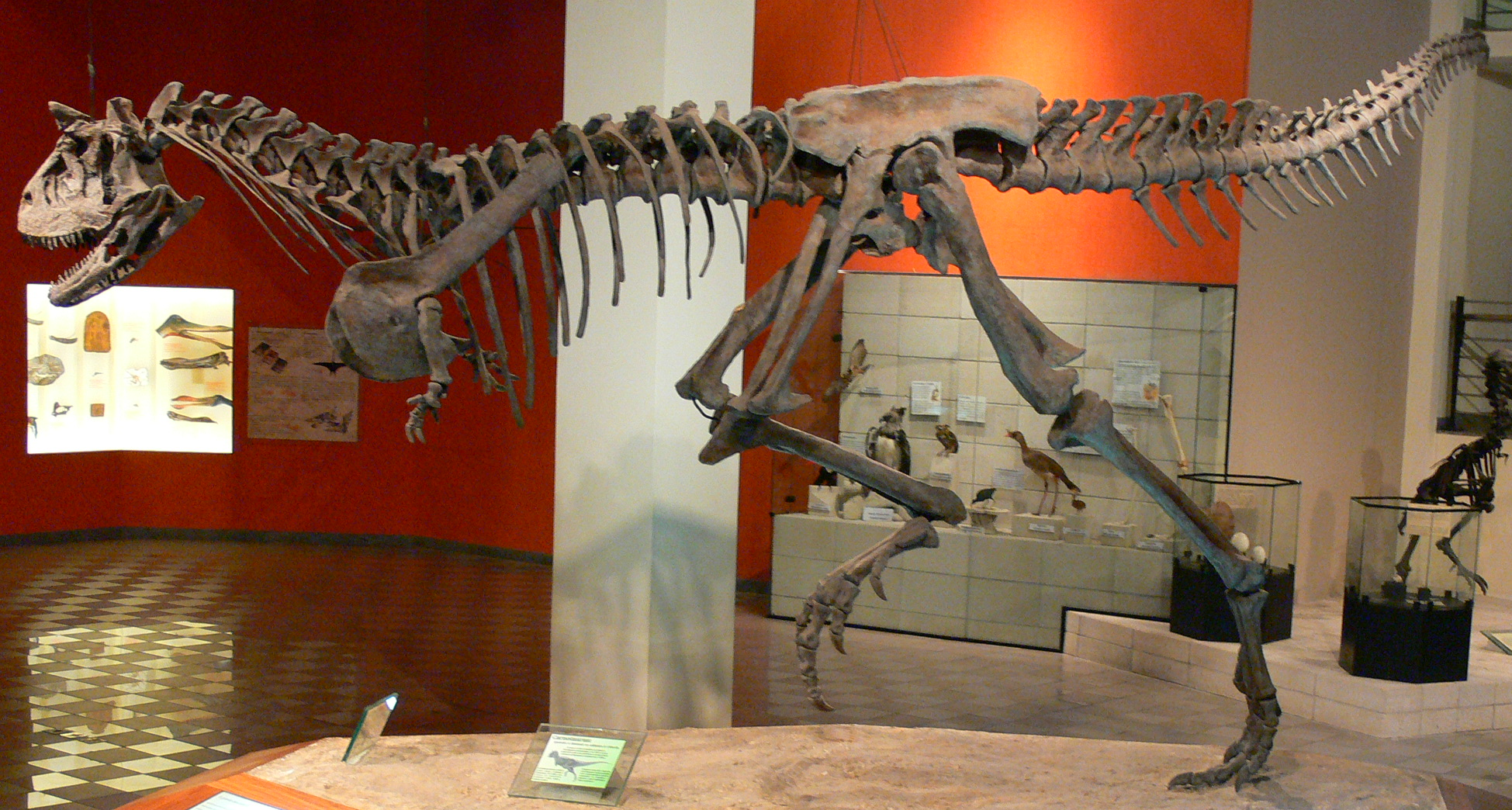
Odlew holotypu

Analizy Mazzetty i współpracowników (1998, 2004, 2009) sugerują, że zwierzę zdolne było do szybkich ugryzień, jednak nie do silnych   . Jak wykazały badania współczesnych krokodyli, szybkość gryzienia jest ważniejsza od jego siły przy chwytaniu niewielkiej zdobyczy . Co więcej, badacze zwrócili uwagę na wysoki stopień ruchomości w obrębie czaszki, zwłaszcza zaś żuchwy, co w pewnym stopniu przypomina rozwiązania spotykane u dzisiejszych węży. Elastyczność żuchwy pozwalała karnotaurowi połykać niewielką zdobycz w całości . Dodatkowo przednia część żuchwy mogła poruszać się w stosunku do ogonowej w górę i w dół. Gdy wyginała się do dołu, zęby kierowały się ku przodowi, co pozwalało teropodowi kłuć niewielką zdobycz. Kiedy zęby zakrzywiały się do góry, sterczały jednocześnie w tył, uniemożliwiając złapanej ofierze ucieczkę z paszczy . Mazzetta et al wykazali także, że czaszka umożliwiała wytrzymanie sił pojawiających się przy ciągnięciu dużej zdobyczy . Carnotaurus mógł więc żywić się głównie niewielką zwierzyną, zachowując zdolność do polowania na duże dinozaury .
Taką interpretację zakwestionowali François Therrien i współpracownicy (2005), którzy odkryli, że siła zgryzu karnotaura była dwukrotnie większa, niż u aligatora amerykańskiego, dysponującego najsilniejszym ugryzieniem z żyjących współcześnie czworonogów. Badacze ci znaleźli też analogie z współczesnym waranem z Komodo: wytrzymałość na zginanie żuchwy zmniejsza się liniowo w kierunku dziobowym, co wskazuje, że nie służyła ona do precyzyjnych ugryzień niewielkiej zdobyczy, ale do zadawania ran ciętych osłabiających dużą zwierzynę. Oznacza to, że Carnotaurus musiał polować głównie na duże zwierzęta, prawdopodobnie z zasadzki .
Robert Bakker (1998) podał, że karnotaur żywił się głównie dużą zdobyczą, zwłaszcza zaś zauropodami. Jak zauważył paleontolog, kilka adaptacji czaszki, jak krótki pysk, względnie małe zęby i dobrze zbudowana potylica, niezależnie wyewoluowały u allozaura. Cechy te sugerują, że szczęka działała jak ząbkowana maczuga zadająca rany. Wielkie zauropody traciły siły po powtarzających się atakach .

### Poruszanie się

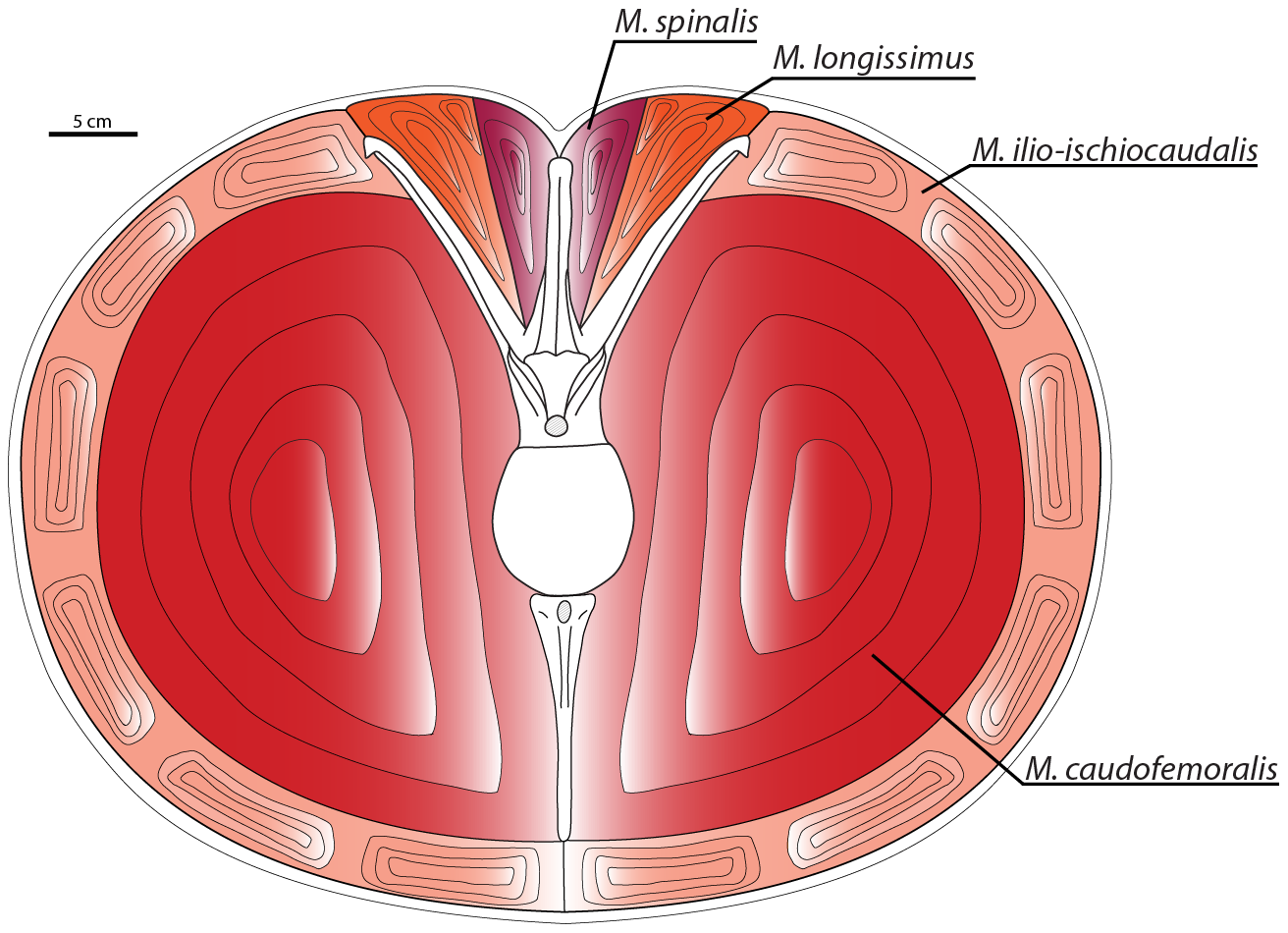
Przekrój ogona karnotaura, widoczny duży mięsień ogonowo-udowy i V-kształtne żebra ogonowe

Mazzetta i współpracownicy (1998, 1999) widzieli w karnotaurze szybkiego biegacza, argumentując, że jego kość udowa była zaadaptowana do wytrzymywania znacznych momentów gnących podczas biegu. Zdolność kończyny zwierzęcia do wytrzymywania takich sił ogranicza maksymalną szybkość zwierzęcia. Adaptacje karnotaura do biegu były lepsze, niż te obserwowane u człowieka, ale nie dorównywały strusim .
Najważniejsze mięśnie lokomotoryczne dinozaurów leżały w ich ogonach. Chodzi o mięsień ogonowo-udowy, przyczepiający się do krętarza czwartego, wydatnego grzebienia na kości udowej. Jego skurcz pociągał kość udową w tył. Scott Persons i Phil Currie (2011) zwrócili uwagę, że kręgi ogonowe karnotaura nosiły żebra ogonowe, które nie rozchodziły się poziomo, na kształt litery T, ale zakrzywiały się w kierunku od osi wertykalnej na kształt litery V. Zapewniało to dodatkową przestrzeń dla mięśnia ogonowo-udowego, większą niż u jakiegokolwiek innego teropoda. Masę tego mięśnia szacuje się na 111–137 kg po każdej stronie. Wobec tego Carnotaurus mógł być jednym z najszybszych wielkich teropodów . O ile mięsień ogonowo-udowy był powiększony, mięśnie epaksjalne leżące ponad żebrami ogonowymi były proporcjonalnie mniejsze. Mięśnie te, mięsień najdłuższy i mięsień kolcowy, odpowiadały za ruchy ogona i jego stabilizację. By utrzymać stabilność ogona w sytuacji redukcji tych mięśni, żebra ogonowe noszą skierowane dogłowowo wyrostki zachodzące na poprzednie żebra aż do miednicy, usztywniające ogon. W konsekwencji zmniejszyła się zdolność do zginania ogona, jako że razem z nim poruszały się biodra, inaczej, niż u innych teropodów .

## W kulturze
Karnotaur wystąpił kilkakrotnie w filmie i literaturze. Wymienia się tu film animowany Dinozaur, gdzie przedstawiono go niepoprawnie jako zwierzę wielkości tyranozaura, a także serial Terra Nova.
Teropod ten pojawia się również w powieści Zaginiony świat Michaela Crichtona, gdzie wyposażony został w umiejętność zmiany koloru skóry. Nie występuje w ekraizacji powieści, pojawia się za to w jednej z jej kontynuacji – Jurassic World: Upadłe królestwo.